# Rrröööaaarrr
Rrröööaaarrr ist das zweite Studioalbum der kanadischen Metal-Band Voivod, veröffentlicht im März 1986. Es war das erste Album für Noise Records und wird stilistisch dem Thrash Metal zugeordnet. Das Musikmagazin Rock Hard führte es im Juni 2009 auf Platz 20 seiner Liste von 250 Thrash-Metal-Alben, die man kennen sollte.

## Entstehung
Die Musiker von Voivod hatten ihren Wohnsitz von Jonquière (Provinz Québec) nach Montreal verlegt, wo sie gemeinsam ein Appartement bewohnten. Da sie nicht über die finanziellen Mittel für die Aufnahme ihres zweiten Studioalbums verfügten, organisierte die Band unter dem Namen World War III ein Festival. Neben Voivod traten Celtic Frost, Possessed, Destruction und Nasty Savage auf. Nach Angaben von Schlagzeuger Away besuchten zwei- bis dreitausend Fans das Konzert, sodass Voivod von den Einnahmen die Studioaufnahme des Albums finanzieren konnte. Zwischen dem 11. Oktober und dem 17. November 1985 nahm die Band im L'Autre Studio in Montreal Rrröööaaarrr auf. Eine Rohfassung des ersten Mix erhielt Martin Ain von Celtic Frost. Dieser stellte Voivod dem Label Noise Records vor, wo Celtic Frost bereits unter Vertrag stand. Daraufhin erhielt die Band einen Plattenvertrag für drei Studioalben.
Das Plattencover stammt von Away, der es eigenen Angaben zufolge aus Geldmangel auf einen Pizzakarton gezeichnet hatte. Es zeigt eine Maschine namens Korgüll the Exterminator, dies ist zugleich der Titel des ersten Liedes des Albums. Der Albumtitel entspringt der Überlegung der Bandmitglieder, welches Geräusch diese Korgüll-Maschine wohl machen würde.

## Musikstil
Die Musik auf Rrröööaaarrr war geprägt vom Trend der Zeit, schneller als andere Thrash-Metal-Bands wie Slayer zu spielen. Aus diesem Grund seien die Songs auf dem Album nach Meinung von Schlagzeuger Away zu schnell gespielt und es gebe einige unsauber gespielte Passagen. Die Musik wird aufgrund ihres hohen Tempos als wenig eingängig beschrieben, die Lieder seien chaotisch und ihre Struktur teilweise kaum nachvollziehbar. Rrröööaaarrr wird als das am wenigsten eingängige Voivod-Album angesehen, weil Voivods Streben nach musikalischen Extremen die damaligen Fähigkeiten der Musiker überstieg. In zeitgenössischen Kritiken zum Album zeigten sich die Musikjournalisten noch uneinig über die stilistische Ausrichtung des Albums. Während Götz Kühnemund vom Rock Hard die Musik 1986 als Power Metal bezeichnete, ordnet Oliver Klemm vom Metal Hammer Voivod dem Thrash Metal zu. Einig waren sich beide Rezensenten dahingehend, dass sich der Stil im Vergleich zum Vorgängeralbum War and Pain nicht geändert habe und dass die Musik weiterhin Punk-Elemente beinhalte. Beide heben die im Vergleich zum Debütalbum klarere Produktion hervor.

## Titelliste
1. Korgüll, the Exterminator – 4:56
2. Fuck Off and Die – 3:34
3. Slaughter in a Grave – 4:02
4. Ripping Headaches – 3:10
5. Horror – 4:09
6. Thrashing Rage – 4:30
7. The Helldriver – 3:41
8. Build Your Weapons – 4:42
9. To the Death – 5:07

## Belege
1. ↑  Götz Kühnemund: 250 Thrash-Alben, die man kennen sollte. In: Rock Hard. Nr. 265, Juni 2009, S. 75.
2. 1 2 3 4  Voivod-Interview. Diskografie-Rückblick mit Away (Teil eins: 1984–1991). In.: Rock Guerilla.tv Vol. 22, DVD-Beilage zu Rock Hard, Heft Nr. 308, Dezember 2012.
3. 1 2  Jeff Wagner: Mean Deviation: Four Decades of Progressive Heavy Metal. Bazillion Point Books, 2010, ISBN 978-0-9796163-3-4, S. 106 f.
4. ↑  Götz Kühnemund: Voivod. Rrroooaaarrr. In: Rock Hard, Nr. 17, abgerufen am 29. Dezember 2012.
5. ↑  Oliver Klemm: Voivod - Rrroöoaaarrr. In: Metal Hammer. Nr. 5, 1986.